# 10809 Majsterrojr
10809 Majsterrojr è un asteroide della fascia principale. Scoperto nel 1993, presenta un'orbita caratterizzata da un semiasse maggiore pari a 3,1553063 UA e da un'eccentricità di 0,1658838, inclinata di 6,43712° rispetto all'eclittica.